# 小山吉郎
小山 吉郎（こやま きちろう、1860年3月22日（安政7年3月1日） - 1929年（昭和4年）2月26日）は、明治期から昭和期にかけての大日本帝国海軍の造船技師。海軍造船総監を務め、最終階級は海軍造船少将。
兄は画家の小山正太郎。

## 経歴
越後長岡藩士・小山良運の二男に生まれる。長岡洋学校を経て、工部大学校造船学科を1883年（明治16年）に卒業した。1884年、小野浜造船所に入り、1888年に海軍大技士となる。1890年、呉鎮守府造船部製造科主幹となる。1891年に従七位に叙せられる。
1896年に造船監督官となり、ドイツ帝国に留学して造船学を学ぶ。
1898年に正六位に叙せられた。1901年に勲五等を叙されている。
1902年に海軍造船大監、1903年に佐世保造船部長、1908年に舞鶴造船部長を務めた。1908年12月に海軍造船総監、1911年に横須賀海軍工廠造船部長にそれぞれ就任した。1913年12月に予備役となる。
1915年に工学博士号を取得した。1919年に海軍造船少将となる。